# Loeselia
- Commons
- Wikispecies

Loeselia L. é um género botânico pertencente à família Polemoniaceae.

## Sinonímia
- Hoitzia Juss.

## Espécies
- Loeselia matthewsii A. Gray = Langloisia matthewsii (A. Gray) Greene
- Loeselia mexicana (Lam.) Brand (sin.Hoitzia mexicana  Lam.)

## Classificação do gênero
| Sistema | Classificação                        | Referência               |
| ------- | ------------------------------------ | ------------------------ |
| Linné   | Classe Didynamia, ordem Angiospermia | Species plantarum (1753) |